# كرسي طوي

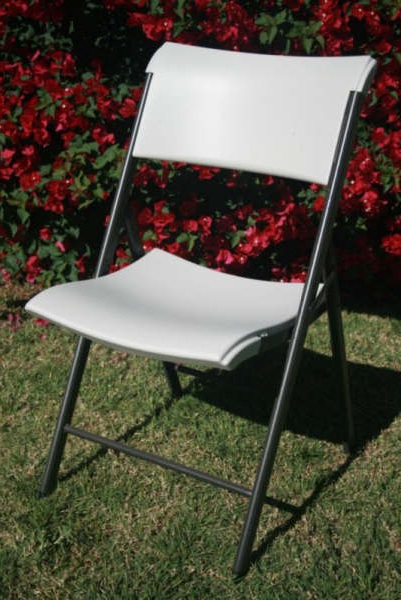
كرسي طوي نموذجي

الكرسي الطَّوِيّ أو القابل للطي هو نوع من الأثاث الطَّوِيّ، وهو كرسي محمول خفيف يمكن طيه بشكل مسطح أو بحجم أصغر، ويمكن تخزينه في كومة، أو على التوالي، أو على عربة.
يمكن دمجه مع طاولة طوية.

## الاستخدامات
تستخدم الكراسي الطويّة عمومًا للجلوس في المناطق التي لا يمكن فيها الجلوس الدائم أو يكون عمليًا. ويشمل ذلك الأحداث الخارجية والداخلية مثل الجنازات وتخرج الكليات والخدمات الدينية والأحداث والمسابقات الرياضية.
تستخدم الكراسي الطويّة أيضًا في المنزل لأي حالة تتطلب مقاعد إضافية. يشمل ذلك الحفلات وألعاب الورق والجلوس المؤقت على مائدة العشاء.
بعض الكراسي الطويّة هي كراسي هزازة أيضًا.

## تاريخ

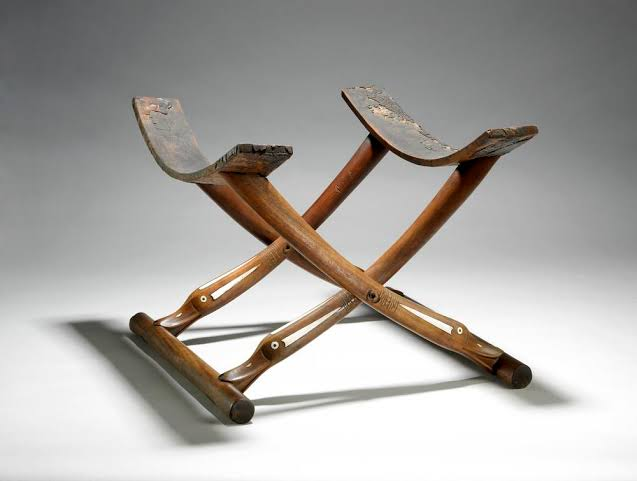
كرسي مصري قديم طوي

استخدمت الكراسي أو المقاعد الطوية مقاعد في منطقة البحر الأبيض المتوسط في القرنين الخامس عشر والثالث عشر قبل الميلاد. كما وجدت الكراسي في أغنى القبور. تم العثور على كرسي طوي من خشب الأبنوس والعاج بإكسسوارات ذهبية في مقبرة توت عنخ آمون في مصر.

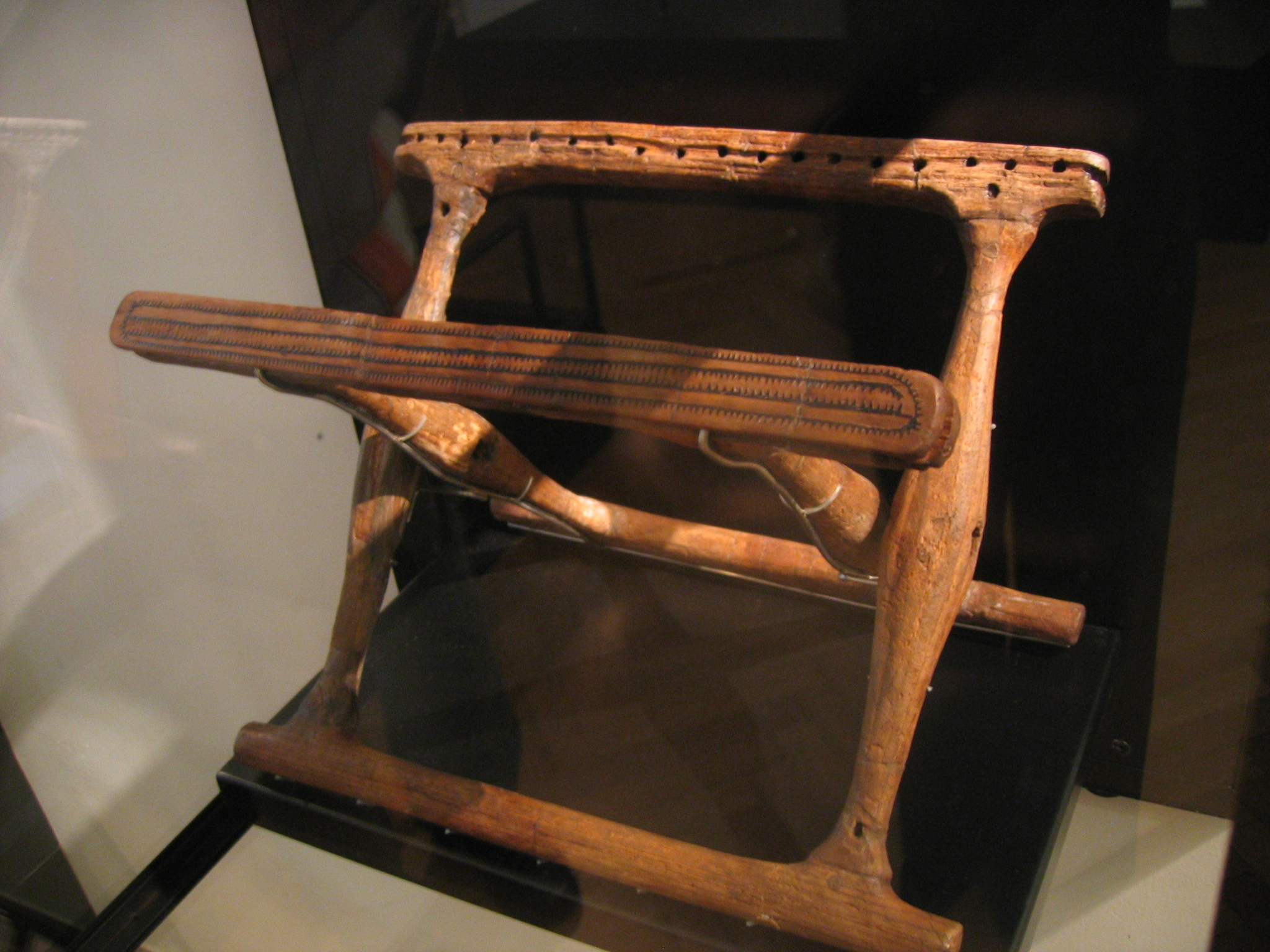
إطار كرسي طوي، الدنمارك (العصر البرونزي الشمالي، النصف الثاني من القرن الرابع عشر قبل الميلاد)

استخدمت الكراسي الطويّة بالفعل في العصر البرونزي الاسكندنافي ومصر القديمة واليونان المينوية وروما القديمة. كان الهيكل مصنوعًا في الغالب من الخشب، ونادرًا ما يكون مصنوعًا من المعدن. كان الخشب مطعماً بنقوش فنية ومذهّب ومزين بالعاج. في شمال أوروبا، من المعروف أن بقايا أكثر من 18 كرسيًا طويًّا تعود إلى العصر البرونزي الاسكندنافي مثل كرسي دنسن الطوي، الموجود بالقرب من فامدروب، الدنمارك.

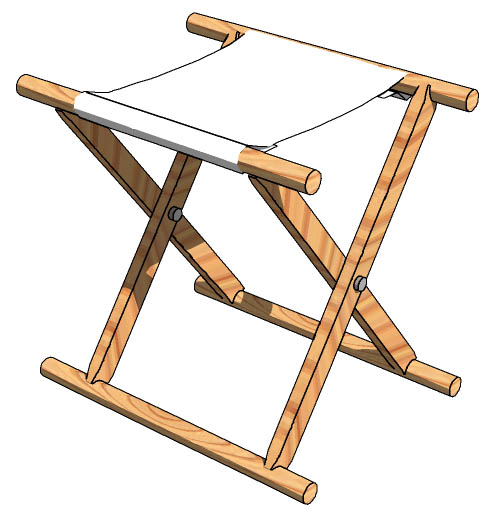
كرسي ياباني تقليدي طوي

أصبح الكرسي الطويّ منتشرًا بشكل خاص خلال العصور الوسطى. تم تقديره كقطعة أثاث طقسية. منذ القرنين الخامس عشر والسادس عشر، كان الكرسي الطويّ مزودًا بمساند للذراع والرأس. بالطبع، الكراسي الأحدث التي توجد غالبًا في المناسبات والأحداث تسمى أيضًا الكراسي الطويّة. فهي محمولة وسهلة الاستخدام.
في الولايات المتحدة، حصل جون كرام على براءة اختراع مبكرة لكرسي طوي في عام 1855. في عام 1947، ابتكر فريدريك أرنولد أول كرسي من الألومنيوم طوي مع ربط من القماش للمقعد والظهر. بحلول عام 1957، كانت شركة فريدريك أرنولد في بروكلين، نيويورك، تصنع أكثر من 14000 كرسي يوميًا. اليوم، الكرسي الطويّ مصنوع في الغالب من البلاستيك الصلب أو المعدن أو الخشب. يمكن تقسيم الكراسي الطويّة إلى فئات مختلفة.
تستخدم الكراسي الطويّة والمعدلة خصيصًا كأسلحة في المصارعة المحترفة. أشار التحقيق في وفاة كريس بينوا إلى اعتلال دماغي رضحي مزمن، والذي ينتج غالبًا عن طلقات كرسي في الرأس وارتجاجات أخرى ذات صلة كسبب رئيسي لأعراضه. تم الآن حظر طلقات الكراسي على الرأس في دبليو دبليو إي وآول إليت ريسلينغ، وتم تخفيف استخدامهم للكراسي لمنع الإصابات ذات الصلة. تم إعادته مؤقتًا في حدث الدم والشجاعة في عام 2021.